# Rodine, Žirovnica
Rodine este o localitate din comuna Žirovnica, Slovenia, cu o populație de 340 de locuitori.